# Elecciones en Israel

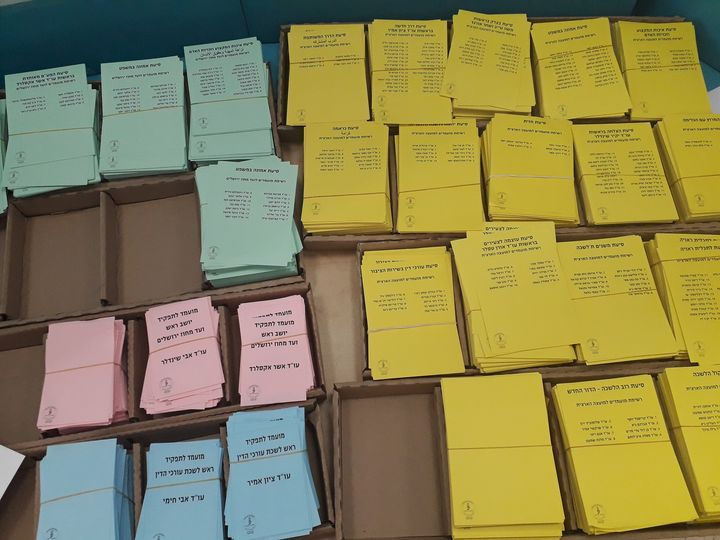
Papeletas de las elecciones israelíes

Las Elecciones en Israel se limitan, a nivel nacional, a la elección de la Knéset, el parlamento israelí. La Knéset tiene 120 miembros elegidos cada cuatro años por un sistema de representación proporcional en listas cerradas de partidos políticos. El sistema electoral israelí tiene una barrera electoral del 2% lo que favorece a los partidos pequeños y evita grandes mayorías, por lo que normalmente se necesita formar coaliciones para poder gobernar.
En tres ocasiones el primer ministro fue elegido en una votación directa del electorado, en vez de ser nombrado por la Knéset. Se votó al primer ministro en 1996, 1999 y 2001, pero el sistema fue abandonado tras observar la imposibilidad de formar gobiernos estables por la falta de mayoría parlamentaria. Por otro lado, Israel también tiene un presidente pero es una figura simbólica que se elige en el parlamento.

## Lista de procesos electorales
- Knéset - Composición actual
- Elecciones parlamentarias de Israel de 2022
- Elecciones parlamentarias de Israel de 2021
- Elecciones parlamentarias de Israel de 2020
- Elecciones parlamentarias de Israel de septiembre de 2019
- Elecciones parlamentarias de Israel de abril de 2019
- Elecciones parlamentarias de Israel de 2015
- Elecciones parlamentarias de Israel de 2013
- Elecciones parlamentarias de Israel de 2009
- Elecciones parlamentarias de Israel de 2006
- Elecciones parlamentarias de Israel de 2003
- Elecciones generales de Israel de 2001
- Elecciones generales de Israel de 1999
- Elecciones generales de Israel de 1996
- Elecciones parlamentarias de Israel de 1992
- Elecciones parlamentarias de Israel de 1988
- Elecciones parlamentarias de Israel de 1984
- Elecciones parlamentarias de Israel de 1981
- Elecciones parlamentarias de Israel de 1977
- Elecciones parlamentarias de Israel de 1973
- Elecciones parlamentarias de Israel de 1969
- Elecciones parlamentarias de Israel de 1965
- Elecciones parlamentarias de Israel de 1961
- Elecciones parlamentarias de Israel de 1959
- Elecciones parlamentarias de Israel de 1955
- Elecciones parlamentarias de Israel de 1951
- Elecciones parlamentarias de Israel de 1949

- Datos: Q2439355
- Multimedia: Elections in Israel / Q2439355